# Grotte du Bosc
La grotte du Bosc est une grotte, creusée par une rivière souterraine, qui se situe dans le département de Tarn-et-Garonne sur la commune de Saint-Antonin-Noble-Val, au lieu-dit le Bosc de la Cam.

## Spéléométrie
Son développement est de 210 mètres

## Historique

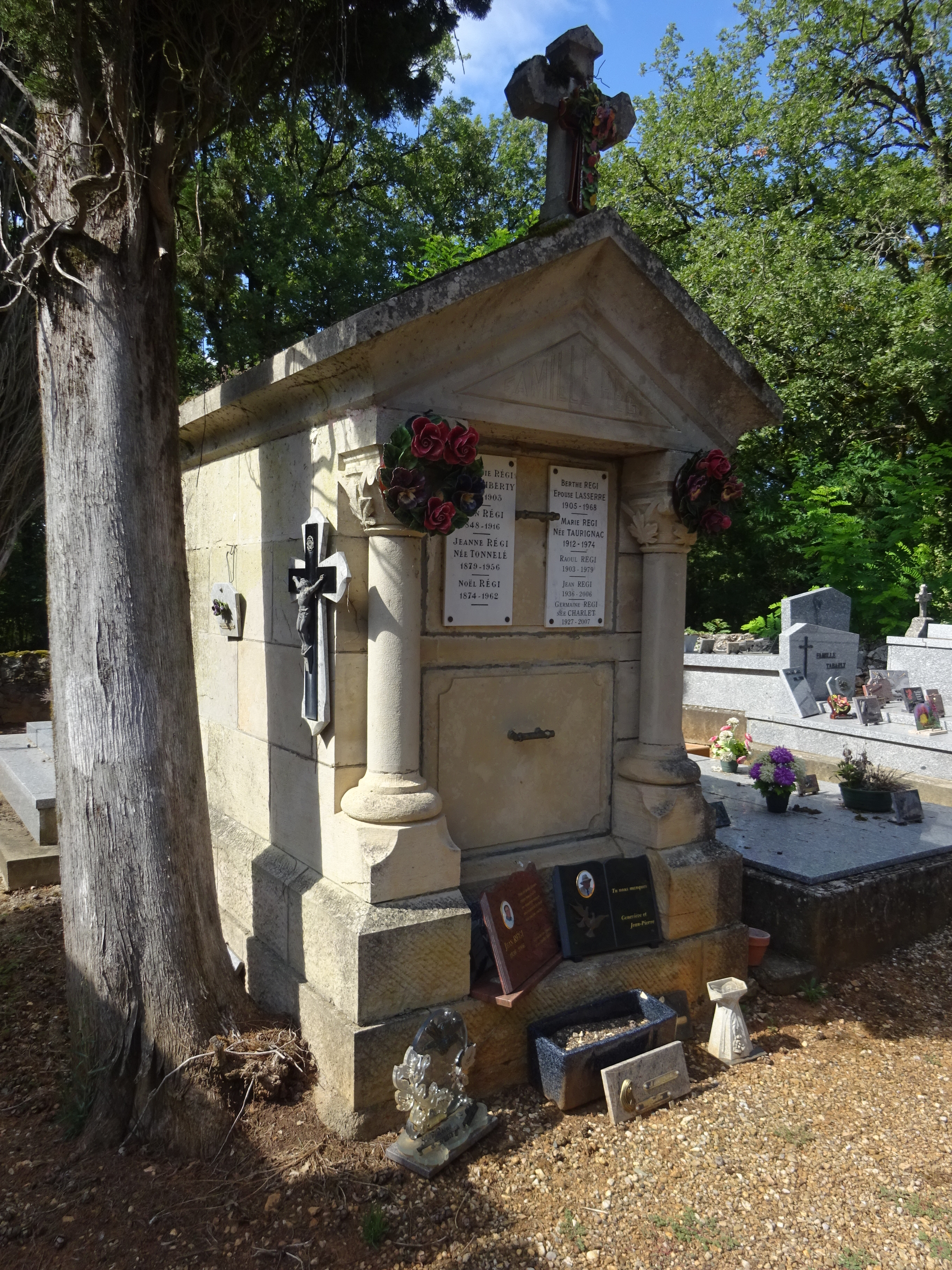
Le tombeau de la famille Régi dans le petit cimetière qui se trouve en face de la grotte et où repose Raoul Régi l'un des découvreurs de la grotte en 1936

Elle a été découverte le 2 septembre 1936. Entre 1936 et 1938, la grotte fut électrifiée et aménagée. L'aménagement fut modernisé à plusieurs reprises.
Repreneur en 1979 de l'organisation touristique des visites de la grotte initiée par ses parents dès 1938, Pierre Régi a fermé la grotte en avril 2019 désireux de prendre sa retraite. Environ 8000 visites ont eu lieu durant la saison 2018.